# Eudicella aethiopica
Eudicella aethiopica – gatunek chrząszcza z rodziny poświętnikowatych i podrodziny kruszczycowatych.

## Występowanie
Etiopskie lasy tropikalne.